# Guatteria cubensis
Guatteria cubensis là loài thực vật có hoa thuộc họ Na. Loài này được Bisse mô tả khoa học đầu tiên năm 1975.